# Cibolacris parviceps
Cibolacris parviceps är en insektsart som först beskrevs av Walker, F. 1870.  Cibolacris parviceps ingår i släktet Cibolacris och familjen gräshoppor. Inga underarter finns listade i Catalogue of Life.